# Søbækhus
Søbækhus (rettere: Somøllen) var en vandmølle beliggende ved Sobækken (nu: Søbækken) omtrent midt mellem Espergærde fiskerleje, Mørdrup landsby og Tibberup landsby.
Søbækhus er især bekendt som opholdssted for digteren Johannes Ewald i årene 1775-1777.

## Historie
Gården kan i skriftlige kilder spores tilbage til omkring 1550, hvor der var en græsmølle og en mølledam. Møllen blev delvist ødelagt under Anden Karl Gustav-krig 1658-1660, men blev genopført og omtales igen i forbindelse med Karl XIIs landgang ved Tibberup mølle i år 1700. Møllen har været anvendt til formaling af korn, som stampemølle ved fremstilling af klæde og tekstiler og til savværksdrift.
Møllegården brændte i 1907.
I 2005 lykkedes det at identificere en lejesten, en akselsten samt to vognportsten, der sandsynligvis stammer fra gården.

## Johannes Ewalds ophold
Ewald havde opholdt sin i Rungsted og her skrevet hans såkaldte Levned og Meninger og hans forhold til Arendse. Desværre for Ewald døde hans værtinde i foråret 1775, og dermed var freden atter ude. Han havde hidtil med mindre undtagelser levet et regelmæssigt liv under hendes moderlige tilsyn, men nu faldt han på den tanke at ville gifte sig, og det, som hans venner påstod, med en aldeles uværdig kvinde. Dette førte til pinlige forhandlinger med moderen og Schønheyder, og da intet andet hjalp, måtte han fjernes fra Rungsted og føres til et nyt opholdssted, Søbækhus (rettelig: Somølle ved Sobæk sydvest for Espergærde), under godsforvalteren på Krogerup, Herman Lemn.
Det varede en tid, inden han her kunne komme til ro; han blev trods alle indsigelser ved sin plan at ville gifte sig og sætte bo, og Schønheyder måtte ty til de hårdeste ord og trusler for at få ham til at opgive denne fortvivlede tanke. "Ligesom denne Elskovshandel er begyndt," skriver han, "saa har De ogsaa hærdet Dem i den paa samme Maade, nemlig at gjøre Deres Indbildning skummende af Paafund og Drømmerier -- og Deres Hjærte mere bittert og stormende mod alle andre Mennesker uden dem, der smigre Deres Naragtighed, Deres Stolthed og Deres Begjærlighed, at gjøre alt dette ved daglig Drukkenskab!"  Den forfærdelige sygdom, som nu tog nyt tilløb og for en tid bragte ham døden nær, mens det mishandlede legeme ligesom bukkedes sammen, gjorde en sørgelig ende på denne strid; da han igen kom til kræfter, var rusen forbi, men han selv fattigere på venner, uden arbejdslyst og arbejdsevne.
Kun en enkelt lysstråle nåede ind i denne mørke tid, forholdet til herskabet på Krogerup, kammerherreinde von der Maase og hendes moder, generalinde Moltke, hvis søn Frederik han havde undervist som dreng. Samme Frederik Moltke var nu kammerjunker hos enkedronningen og kom jævnlig fra Fredensborg til Krogerup, hvor han da også besøgte den syge digter, som var genstand for hans levende beundring og nu også snart vandt hans personlige venskab. Ad denne Vej kom Ewald da atter i forhold til hoffet; han fik nogen understøttelse gennem Ove Høegh-Guldberg, skrev en ode om Indfødsretten og festdigte til enkedronningen og Arveprinsen og hævedes derved også i sine ældre venners øjne.
Af varig betydning er dog kun få digte fra denne tid, således det betalte bryllupsdigt: Dæmp Harpens Klang!, Ode til Sjælen og den prægtige sang Til min Moltke: "Sværdets Hvinen og Skraldet af Skjolde".

## Mindepark
Møllen er nedrevet, men dens beliggenhed er kendt, og der er nu oprettet en park til minde om stedet og om Johannes Ewald.
Mindestenen blev opstillet i 1943 på hjørnet af Ewaldsvej og Stokholmsvej. Stenen med Ewalds portræt og tekst blev udformet af billedhuggeren Karl Otto Johansen.
Teksten på forsiden lyder:
Her boede
Johannes Ewald
1775-1777
Paa dette Sted laa
Søbækhuset
Her skrev han sit store Digt
Ode til Sjælen
Stor er den Ånd som opløfter faldne
Teksten på bagsiden lyder:
Opsat som-
meren 1943
da Danmark rejste
sig til Kamp for
sin Frihed
Ewaldsparken blev indviet den 25. juni 2005. Stenen er flyttet til en central placering omgivet af et rundt bed omkranset af marksten. To bænke, kaldet Karl-Ottos bænk (efter billedhuggeren) og Arne Meylings bænk efter initiativtageren til opstillingen af mindesten, er opstillet til at sidde på.